# Dikke kapel

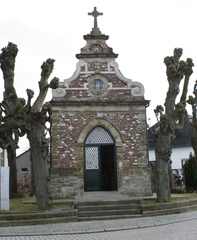
Dikke kapel

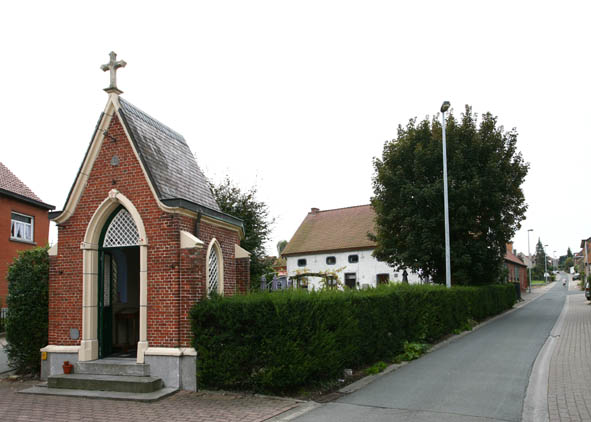
Ommegangskapelletje

De Dikke kapel of Grote kapel is een kapel in de tot de Belgische gemeente Erpe-Mere behorende plaats Mere, gelegen aan de Ommegangstraat.
Deze kapel werd gebouwd in 1640 en had mogelijk een oudere voorganger. De kapel werd gebouwd in barokstijl en werd opgetrokken in baksteen en zandsteen. De kapel heeft een driezijdig afgesloten koor en een in- en uitgezwenkte topgevel.
De kapel ligt op een hoogte en wordt omlijst door lindebomen.

## Ommegang
De Dikke kapel maakt deel uit van de Onze-Lieve-Vrouw van de Rozenkransommegang, welke de 15 geheimen van de Rozenkrans (5 blijde, 5 droeve en 5 glorievolle geheimen) memoreert. Het is de tiende kapel in deze ommegang die verder nog 13 in 1892 gebouwde neogotische kapelletjes omvat en daarnaast de kerk.